# Gran Premi d'Itàlia del 2001
Resultats del Gran Premi d'Itàlia de Fórmula 1 de la temporada 2001 disputat al circuit de Monza el 16 de setembre del 2001.

## Resultats
| Pos | No | Pilot                 | Equip              | Voltes | Temps/ Retirada      | Pos. de sortida | Punts |
| --- | -- | --------------------- | ------------------ | ------ | -------------------- | --------------- | ----- |
| 1   | 6  | Juan Pablo Montoya    | Williams - BMW     | 53     | 1h 16' 58. 493       | 1               | 10    |
| 2   | 2  | Rubens Barrichello    | Ferrari            | 53     | + 5.175 s            | 2               | 6     |
| 3   | 5  | Ralf Schumacher       | Williams - BMW     | 53     | + 17.335 s           | 4               | 4     |
| 4   | 1  | Michael Schumacher    | Ferrari            | 53     | + 24.991 s           | 3               | 3     |
| 5   | 19 | Pedro de la Rosa      | Jaguar - Cosworth  | 53     | + 1' 14.984 min.     | 10              | 2     |
| 6   | 10 | Jacques Villeneuve    | BAR - Honda        | 53     | + 1' 22.469 min.     | 15              | 1     |
| 7   | 17 | Kimi Räikkönen        | Sauber - Petronas  | 53     | + 1' 23.107 min.     | 9               |       |
| 8   | 12 | Jean Alesi            | Jordan - Honda     | 52     | + 1 Volta            | 16              |       |
| 9   | 9  | Olivier Panis         | BAR - Honda        | 52     | + 1 Volta            | 17              |       |
| 10  | 7  | Giancarlo Fisichella  | Benetton - Renault | 52     | + 1 Volta            | 14              |       |
| 11  | 16 | Nick Heidfeld         | Sauber - Petronas  | 52     | + 1 Volta            | 8               |       |
| 12  | 23 | Tomáš Enge            | Prost - Acer       | 52     | + 1 Volta            | 20              |       |
| 13  | 21 | Fernando Alonso       | Minardi - European | 51     | + 2 Voltes           | 21              |       |
| Ret | 15 | Enrique Bernoldi      | Arrows - Asiatech  | 46     | Prob. mecànics       | 18              |       |
| Ret | 20 | Alex Yoong            | Minardi - European | 44     | Virolla              | 22              |       |
| Ret | 22 | Heinz-Harald Frentzen | Prost - Acer       | 28     | Caixa canvi          | 12              |       |
| Ret | 14 | Jos Verstappen        | Arrows - Asiatech  | 25     | Pressió del combust. | 19              |       |
| Ret | 3  | Mika Häkkinen         | McLaren - Mercedes | 19     | Caixa canvi          | 7               |       |
| Ret | 18 | Eddie Irvine          | Jaguar - Cosworth  | 14     | Motor                | 13              |       |
| Ret | 4  | David Coulthard       | McLaren - Mercedes | 6      | Motor                | 6               |       |
| Ret | 8  | Jenson Button         | Benetton - Renault | 4      | Motor                | 11              |       |
| Ret | 11 | Jarno Trulli          | Jordan - Honda     | 0      | Col·lisió            | 5               |       |

## Altres
- Pole: Juan Pablo Montoya 1' 22. 216

- Volta ràpida: Ralf Schumacher 1' 25. 073 (a la volta 39)